# Klaas Vriend
Klaas Vriend (Grootebroek, 8 juni 1952 – Enkhuizen, 12 juni 2019) was een Nederlands langebaanschaatser.
Vriend was actief van 1972 tot 1981 en werd zowel in 1977 als 1979 derde op het NK allround. Hij nam ook vijf keer deel aan een EK allround en vier keer aan een WK allround. Hij plaatste zich voor de 10.000 meter op de Olympische Winterspelen van 1976. Ook werd hij toegevoegd aan de 500 en 1500 meter maar hij kon niet starten vanwege ziekte. Vriend reed in 1985 de dertiende Elfstedentocht uit en ging in 1986 marathonschaatsen.

## Persoonlijke records
| Afstand      | Tijd     | Datum            | Baan      |
| ------------ | -------- | ---------------- | --------- |
| 500 meter    | 39,70    | 18 januari 1977  | Davos     |
| 1000 meter   | 1.19,70  | 5 februari 1976  | Davos     |
| 1500 meter   | 1.59,04  | 21 maart 1976    | Medeo     |
| 3000 meter   | 4.13,45  | 5 januari 1979   | Inzell    |
| 5000 meter   | 7.12,89  | 23 december 1979 | Innsbruck |
| 10.000 meter | 14.59,26 | 21 maart 1976    | Medeo     |